# المعهد الألماني للأسهم
المعهد الألماني للأسهم (بالألمانية: Deutsches Aktieninstitut)‏، هو رابطة ألمانية تعمل في سوق المال الألماني وتتمركز في فرانكفورت ويتمثل هدف المعهد الألمانّي للأسهم (Deutsches Aktieninstitut) في تشجيع قبول الأسهم العاديّة لدى المستثمرين والشّركات.

## الوصلات الخارجية
- DAI